# Lingue khoisan
Le lingue khoisan (o khoi-san, khoesaan) costituiscono il più piccolo phylum linguistico africano. Storicamente, le lingue khoisan sono originarie delle etnie khoi e san, e dell'etnia Khoisan che derivò dalla loro unione. Oggi le lingue khoisan sono parlate soprattutto nella zona del Kalahari (Africa sudoccidentale) e in alcune aree della Tanzania. La principale lingua della famiglia è il nama, parlato da un quarto di milione di persone; seguono il sandawe (circa 40.000) e il gruppo delle lingue juu (30.000). Altre lingue khoisan stanno diventando sempre più rare, e alcune sono considerate estinte. Nella maggior parte dei casi non esistono documenti scritti in lingue khoisan. I contorni precisi della famiglia delle lingue khoisan non sono certi; secondo alcuni, per esempio, anche la lingua hadza (Tanzania) appartiene alle lingue khoisan, ma la questione è controversa (lo stesso si può dire per la lingua sandawe citata sopra).

## Lingue Khoisan e consonanti clic
Le lingue khoisan sono note per la presenza delle cosiddette consonanti clic, prodotte facendo schioccare la lingua contro il palato o contro i denti, con diversi movimenti. Questi suoni insoliti vengono in genere trascritti usando simboli non alfabetici come punti esclamativi o barre verticali ("ǀ"). La lingua juǀ'hoan, per esempio, ha 48 suoni "clic" e qualcosa come 90 diversi fonemi, incluse vocali stridenti e faringealizzate e quattro tonalità. Altrettanto complesse sono la lingua !xóõ e ‡hõã. Molti occidentali conoscono i suoni insoliti delle lingue khoisan attraverso il film Ma che siamo tutti matti? (The Gods Must Be Crazy, 1980) o alcuni celebri brani musicali interpretati da Miriam Makeba, come The Click Song.
Le "consonanti clic" si trovano anche in altre lingue; le lingue khoisan vengono infatti considerate parte di un più ampio gruppo detto informalmente "lingue clic". In Africa meridionale, per esempio, ci sono suoni analoghi in diverse lingue bantu (xhosa, zulu, sesotho) e in Kenya nella lingua dahalo.
Si pensa che i clic bantu derivino da quelli khoisan, e che i dahalo invece abbiano mantenuto questi suoni da un linguaggio storicamente antecedente al ceppo khoisan. Suoni simili, comunque, si trovano persino in alcune lingue degli aborigeni australiani, come la lingua cerimoniale Damin (ovviamente senza alcuna correlazione con i ceppi linguistici africani).

## Classificazione informale
Ci sono cinque famiglie principali di lingue khoisan, generalmente considerate cinque rami del phylum linguistico complessivo. Tuttavia, la linguistica comparativa non ha ancora fornito risultati definitivi sulla classificazione delle lingue khoisan, per cui la classificazione è usata per comodità, senza implicazioni tassonomiche scientifiche.
- lingua sandawe (40.000 parlanti in Tanzania). Potrebbe essere correlata alla famiglia khoe-kwadi.

- lingue khoe-kwadi (o "khoisan centrale"). Comprende la lingua kwadi (estinta, originaria dell'Angola) e la grande famiglia delle lingue khoe, a cui appartengono la lingua nama (250.000 parlanti), la lingua naro (14.000) la lingua kxoe (11.000), la lingua tsoa (9.000) la lingua shua (6.000), la lingua xiri (90, quasi estinta), l'eini (estinta), la lingua korana o !ora (estinta)

- lingue tuu (o "khoisan meridionale"). Comprende la lingua !xóõ (4.200 parlanti), la lingua nǀu (quasi estinta), la lingua ǀxam (estinta), la lingua ǁxegwi (estinta), la lingua seroa (estinta).

- lingue juu (o "khoisan settentrionale"). Comprende un gruppo di dialetti correlati (considerati anche come lingue a sé stanti),[1] fra cui il !kung e lo juǀ'hoan.

- lingua ǂhoan. Forse correlata alle lingue juu; 200 parlanti, in Botswana.

La lingua hadza costituisce un caso a parte. Parlata da poche centinaia di persone (200-800) in Tanzania, non ha relazioni chiare con nessun'altra lingua nota. La questione della sua appartenenza al phylum delle lingue khoisan è controversa.

## Curiosità
Il motto del Sudafrica è scritto in ǀXam, una lingua khoisan estinta.